# Eddie Edwards (tennista)
Eddie Edwards (Johannesburg, 3 luglio 1956) è un ex tennista sudafricano.

## Carriera
In carriera ha vinto 1 titolo in singolare e 3 titoli di doppio. Nei tornei del Grande Slam ha ottenuto il suo miglior risultato raggiungendo le semifinali di doppio agli Australian Open nel 1980 e a Wimbledon nel 1988.

## Statistiche

### Singolare

#### Vittorie (1)
| Numero | Anno | Torneo                          | Superficie | Avversario in finale | Punteggio |
| 1.     | 1985 | South Australian Open, Adelaide | Erba       | Peter Doohan         | 6–2, 6–4  |

### Doppio

#### Vittorie (3)
| Numero | Anno | Torneo                                        | Superficie  | Compagno        | Avversari in finale            | Punteggio     |
| 1.     | 1980 | British Hard Court Championships, Bournemouth | Terra rossa | Lennert Edwards | Andrew Jarrett Jonathan Smith  | 6–3, 6–7, 8–6 |
| 2.     | 1982 | Melbourne Outdoor, Melbourne                  | Erba        | Jonathan Smith  | Broderick Dyke Wayne Hampson   | 7-6, 6-3      |
| 3.     | 1985 | Bristol Open, Bristol                         | Erba        | Danie Visser    | John Alexander Russell Simpson | 6–4, 7–6      |